# Custodie (institution)
Pour les articles homonymes, voir Custode.
Dans la famille franciscaine, on appelle custode le supérieur religieux qui a la responsabilité d'une custodie ou province ; par exemple Antoine de Padoue fut custode de Limoges.

## Custodie franciscaine de Terre sainte
La custodie franciscaine de Terre sainte ou custodie de Terre sainte (en latin : Custodia Terræ Sanctæ) est une institution catholique responsable des intérêts de l'Église catholique romaine en Terre sainte, notamment de la garde des lieux saints à Jérusalem, depuis le XIIIe siècle. Cette institution est dirigée par un custode.